# Гуленовци
Гуленовци (на сръбски: Гуленовци или Gulenovci) е село в Западните покрайнини, община Цариброд, Пиротски окръг, Сърбия.

## География
Село Гуленовци се намира в района, известен като Забърдие (Забърге), в подножието на Видлич, на 16 километра северно от Цариброд. Разположено е в Одоровско-Смиловското поле, в близост до село Височки Одоровци.
Махалите на селото са: Сред село, Вучинова мала, Гравска мала, Дамнянова мала, Маргина, Кьелчина мала и Чобавци.

## История
Според местни предания селото първоначално са е намирало на север от сегашното си място, над селските гробища, в местността Рид, в полите на Видлич и се е наричало Дубарево.
Селото се споменава в османо-турски документи от началото на 17 век. В регистър на войнушките бащини от 1606 година се споменава един войнук от село Гулонофче - Йове, син на Петре. По време на османското владичество Гуленовци влиза в състава на казата Шехиркьой (Пирот).
По време на кратката сръбска окупация през първата половина на 1878 година спада към Височкия срез на Пиротски окръг. В Княжество България селото е част от Царибродска околия, Трънски окръг и е включено към община Смиловци.
От ноември 1920 година до април 1941 година и от 1944 година Гуленовци е в състава на Сърбия (Кралство на сърби, хървати и словенци, Югославия). През 1941 година селото има 77 къщи и 94 венчила. Енорийски свещеник е Спас Григоров от Годеч.
Селото е електрифицирано през 1970 година, а водоснабдено в 1976 година. През 1971 година в селото има 1860 овце, 100 говеда, 100 свине, 16 коня, а през 1997 година – 420 овце, 75 говеда, 47 свине, 8 магарета и 45 кози.

## Население
Населението на Гуленовци е предимно българско. Според преброяванията то се разпределя по следния начин:
- 1900 г. – 304 д.
- 1905 г. – 333 д.
- 1921 г. – 405 д.
- 1948 г. – 497 д.
- 1953 г. – 435 д.
- 1961 г. – 353 д.
- 1971 г. – 246 д.
- 1981 г. – 151 д.
- 1991 г. – 102 д.
- 2002 г. – 60 д.
- 2011 г. – 22 д.

Основните родове в селото са: Нецини, Кьелчини, Дурузови, Дамянови, Учинови, Манасиини, Веяини, Гьерсини, Гравци, Чобановци, Бошкови, Танини, Гусини, Царци, Методини, Тошини, Божикини, Дечини, Негулови, Делини, Попадини.

## Културни и природни забележителности
Църква „Света Троица“ (на гробищата) и църква „Свето Възнесение“ от втората половина на 19 век.
Селски патронен празник е „Свети Архангел Михаил“ (Ранджеловдън).